# New Rose Hotel
Pour plus de détails, voir Fiche technique et Distribution.
New Rose Hotel est un film américain d'Abel Ferrara, sorti en 1998.

## Synopsis
Deux amis espions industriels, Fox et X, veulent finir leur carrière en apothéose. Ils engagent donc Sandii, une très jolie chanteuse d'un bar de nuit. Elle est chargée de séduire un généticien japonais, Hiroshi, pour qu'il quitte son entreprise actuelle, Maas corporation, pour entrer dans la Hosaka corporation. X tombe amoureux de Sandii et l'opération tourne au fiasco.

## Fiche technique
- Titre : New Rose Hotel
- Réalisation : Abel Ferrara
- Scénario : Christ Zois et Abel Ferrara, d'après la nouvelle Hôtel New Rose (New Rose Hotel) de William Gibson
- Musique : Schoolly D
- Photographie : Ken Kelsch
- Montage : Jim Mol et Anthony Redman
- Décors : Frank DeCurtis
- Costumes : David C. Robinson
- Production : Edward R. Pressman
  - Producteurs délégués : Alessandro Camon, Jay Cannold, Gregory G. Woertz et Christian Halsey Solomon (co)
  - Coproducteurs : Adam Brightman, Willem Dafoe et Christopher Walken
  - Producteur associé : Milena Cannaro
- Sociétés de production : Edward R. Pressman Film et Quadra Entertainment
- Pays d'origine :  États-Unis
- Langue originale : anglais

- Distribution :  Avalanche Home Entertainment,  Mondo Films
- Genre : thriller, science-fiction
- Durée : 93 minutes
- Budget :
- Format :
- Dates de sortie[1] :

 Italie : 5 septembre 1998 (Mostra de Venise 1998)
 États-Unis : 14 octobre 1998 (Festival international du film des Hamptons)
 France : 28 avril 1999
 États-Unis : 1er octobre 1999 (sortie limitée)

## Distribution
- Christopher Walken : Fox
- Willem Dafoe : X
- Asia Argento : Sandii
- Annabella Sciorra : Madame Rosa
- John Lurie : l'homme distingué
- Yoshitaka Amano : Hiroshi
- Gretchen Mol : la femme de Hiroshi
- Ryūichi Sakamoto : le PDG de Hosaka
- Victor Argo : l'homme d'affaires portugais
- Andrew Fiscella : sex showman

## Commentaires
L'histoire d'exfiltration, et de manière générale le cyberpunk, est au fond un prétexte dans ce film. Il s'agit ici de science-fiction minimaliste (sans effets spéciaux), tourné par ailleurs avec une image « basse résolution » de type vidéo.
L'histoire est narrée deux fois : une fois en « direct », et une deuxième fois lorsque le personnage X se remémore les événements. Le film apparaît plus comme un exercice de style, Frédéric Bonnaud a d'ailleurs qualifié ce film de film-cerveau (les images viennent dans le désordre, comme les pensées), à l'instar de The Blackout.

## Distinctions

### Récompenses
- Mostra de Venise 1998 : Elvira Notari Prize - mention spéciale et prix de la critique Bastone Bianco[3]

### Nominations
- Mostra de Venise 1998 : en compétition officielle pour le Lion d'or
- Festival international du film de Catalogne 1998 : meilleur film